# Ecionemia demera
Ecionemia demera är en svampdjursart som först beskrevs av de Laubenfels 1934.  Ecionemia demera ingår i släktet Ecionemia och familjen Ancorinidae.
Artens utbredningsområde är Puerto Rico. Inga underarter finns listade i Catalogue of Life.